# Gretli Fuchs
Gretli Fuchs (* 26. Januar 1917 in Oldenburg; † 20. Juni 1995 in Passau) war eine deutsche Malerin und Grafikerin.

## Leben und Wirken
Fuchs begann ihre Studien in Frankfurt am Main an der Städelschule und besuchte ab 1940 die Akademie der Bildenden Künste Stuttgart bei Hermann Mayrhofer. 1944 wurde die Graphikklasse nach Passau-Oberhaus verlagert und Fuchs verlegte ihren Wohnsitz dorthin. 
Gretli Fuchs war 1943 und 1944 auf der Große Deutsche Kunstausstellung in München mit vier Bildern vertreten. 
1945 begegnete sie Franz Xaver Spann und Alfred Kubin und wurde in den Bund freischaffender Künstler aufgenommen. Sie war auch Mitglied der Innviertler Künstlergilde.

## Werke
- Passau – Stadtansicht von Passau, Radierung
- Passau – Kreuzweg der Heiliggeistkirche Passau
- Passau – Gesamtblick von der Feste Oberhaus, Lithographie, 1985
- Passau – Schaiblingsturm, Lithographie, 1978
- Passau – Dom und Residenzen, Radierung
- Passau – Innseite, Lithographie, 1985
- Passau – Schwimmende Stadt, Radierung, 1988
- Passau – Rathaus, Farblithographie, 1984
- Passau – Schwimmende Stadt mit Zille, Lithographie, 1981
- Passau – Blick vom Klosterberg, Lithographie, 1985
- Passau – Hals, Öl auf Pappe, 1950
- Passau – Stadtpark, Öl auf Pappe, 1955
- Italien – Küstenlandschaft bei Monterosso, Öl auf Pappe
- Italien – Bei Monterosso, Öl auf Pappe
- Rom – Piazza Novana, Bleistift, 1989
- Rom – Porta S. Paolo, Aquarell, 1987
- Rom – Pantheon bei Nach, Aquarell, 1987
- Rom – Titusbogen, Radierung, 1983
- Rom – Fensterblick, Lithographie, 1989
- Sutri, Aquarell, 1987
- Der große Baum, Farblithographie, 1985
- Bei der alten Mühle, Farbstiftzeichnung, 1992
- Der Inn bei Wernstein, Lithographie mit Plattenton, 1987
- Handschuhstilleben, Farblithographie, 1957

## Auszeichnungen
1950 gewann sie den Plakatwettbewerb für den Katholikentag in Passau, 1977 erhielt sie das Villa-La-Collina-Stipendium der Konrad-Adenauer-Stiftung, 1989 den Kulturellen Ehrenbrief der Stadt Passau und im Jahr 2000 wurde in Passau eine Straße nach ihr benannt.

## Ausstellungen
- 1974: Kötztinger Kunstausstellung
- 1992: Gretli Fuchs, Malerei, Zeichnung, Graphik, Ausstellung im Oberhausmuseum Passau (1992), mit Katalog